# Torbjörn Schmidt
Torbjörn Måtte Schmidt, född 9 september 1955 i Hedvig Eleonora församling i Stockholm, är en svensk författare och litteraturvetare. Han var redaktör för tidskriften Lyrikvännen 1982–1994 och är före detta ordförande för Rönnells vänner, vänförening för Rönnells antikvariat i Stockholm, samt tidigare ordförande i styrelsen för Minerva, sakprosaförfattarnas sektion inom Sveriges författarförbund.
Han är sedan 1989 gift med arkitekten Elizabeth Hatz (född 1953), som är dotter till Felix Hatz.
Som doktorand i litteraturvetenskap vid Stockholms universitet skriver han en avhandling om Tomas Tranströmer.

## Publikationer
- Svarta jord: dikter (Bonnier, 1978)
- Tomas Tranströmer & Robert Bly: Air mail: brev 1964-1990 (en bok sammanställd av Torbjörn Schmidt, översättning av Lars-Håkan Svensson) (Bonnier, 2001)
  - Dansk översättning: Air mail: breve 1964-1990 (på dansk ved Peter Nielsen & Karsten Sand Iversen) (Arena & Forfatterskolen, 2007)
  - Spansk översättning: Air mail: correspondencia 1964-1990 (traducción de Francisco J. Uriz y Juan Capel) (Nórdica Libros, 2012)
  - Kinesisk översättning: Hangkongxin = Air mail: 1964-1990 (översättare Wan Zhi) (Nanjing: Yilin, 2012)
  - Norsk översättning: Air mail: brev 1964-1990 (oversatt fra engelsk og svensk av Bjørn Alex Herrman) (Flamme, 2013)
  - Engelsk utgåva: Airmail: the letters of Robert Bly and Tomas Transtromer (edited by Thomas R. Smith, original Swedish publication edited by Torbjorn Schmidt) (Graywolf Press, 2013)
- "Poetens uppvaknande" [om Tomas Tranströmer]. I dagstidningen Svenska dagbladet, 10 december 2011

## Priser och utmärkelser
- 1992 – Axel Liffner-stipendiet